# Carretera Federal 186
La Carretera Federal 186 es una carretera federal de México.  Proviene de la ciudad de Villahermosa, Tabasco, en el oeste, pasando por Escárcega, Campeche y terminando en la ciudad de Chetumal, Quintana Roo en el este.
La carretera 186 en su recorrido cruza por 4 estados de la República Mexicana.
- Tabasco
- Chiapas
- Campeche
- Quintana Roo

Es la principal vía de comunicación del estado de Quintana Roo con el centro del país, moviéndose por ella numerosos bienes y recursos provenientes de la frontera sur con Belice.